# 宝洞山1号墳
宝洞山1号墳（ほうどうやまいちごうふん）または天生津古墳（あもうづこふん）は、愛媛県四国中央市川之江町にある古墳。形状は円墳。宝洞山古墳群を構成する古墳の1つ。四国中央市指定史跡に指定されている。

## 概要
愛媛県東部、宇摩平野北東縁に位置する宝洞山の裾部に築造された古墳である。一帯では2号墳（ほぼ埋没）・3号墳（ほぼ消滅）が分布し、3基で宝洞山古墳群を構成する。これまでに発掘調査は実施されていない。
墳形は円形で、直径20メートル・高さ5メートルを測る。墳丘の北側には周溝を巡らすことで丘陵斜面をカットする。埋葬施設は両袖式の横穴式石室で、南方向に開口する。巨石が使用された石室であり、宇摩向山古墳（四国中央市金生町下分）・朝日山古墳（四国中央市金田町金川）との類似が指摘される。副葬品は詳らかでない。築造時期は古墳時代終末期の7世紀代と推定される。
古墳域は1976年（昭和51年）に四国中央市指定史跡に指定されている。

## 埋葬施設

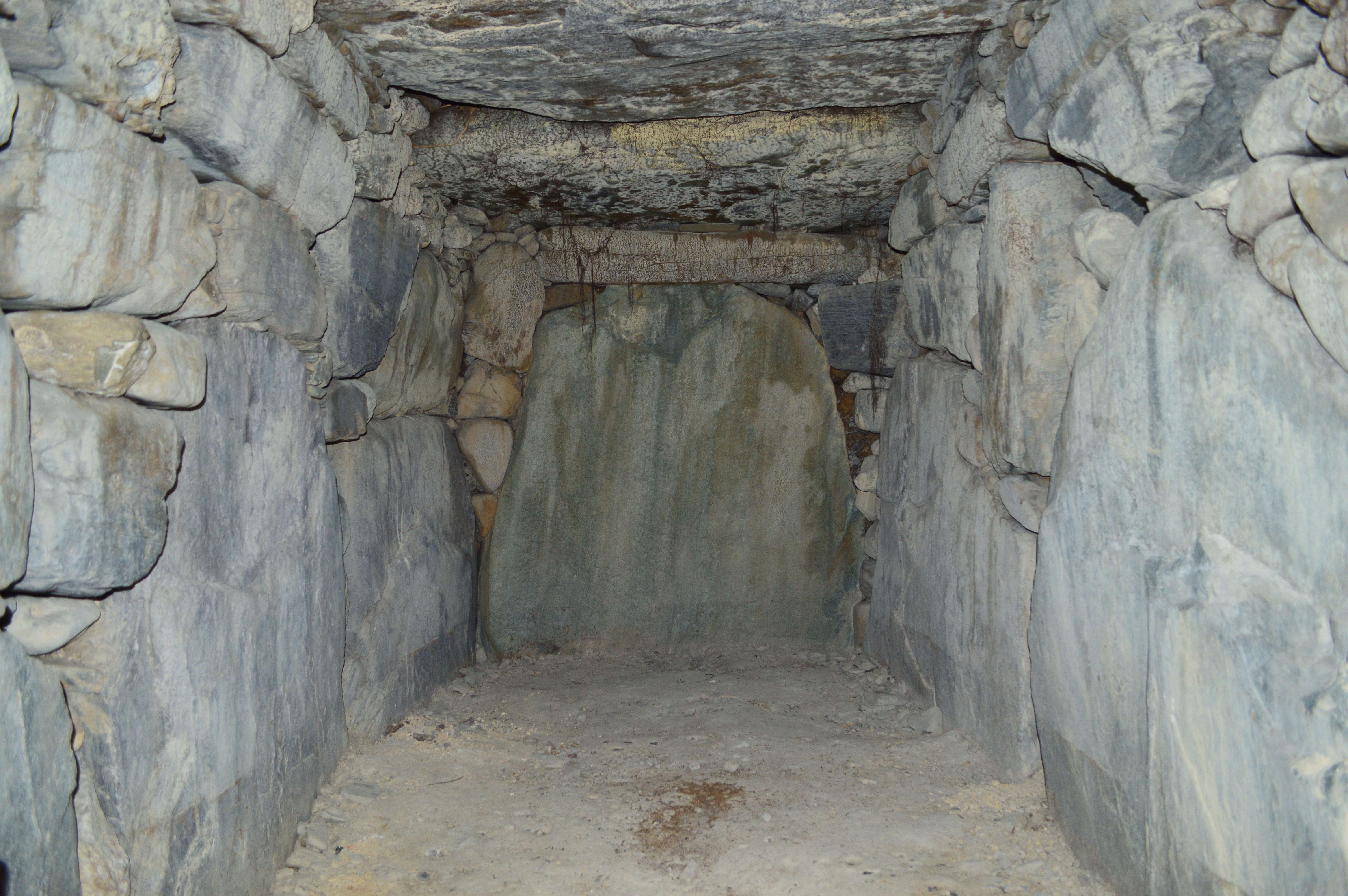
石室 玄室

埋葬施設としては両袖式横穴式石室が構築されている。石室の規模は次の通り。
- 玄室：長さ4.1メートル、幅1.8メートル、高さ1.9メートル
- 羨道：長さ4.4メートル、幅1.3メートル、高さ1.5メートル

石室の形態は宇摩向山古墳（四国中央市金生町下分）と似る。また朝日山古墳（四国中央市金田町金川）に似た玄門柱石を伴う。

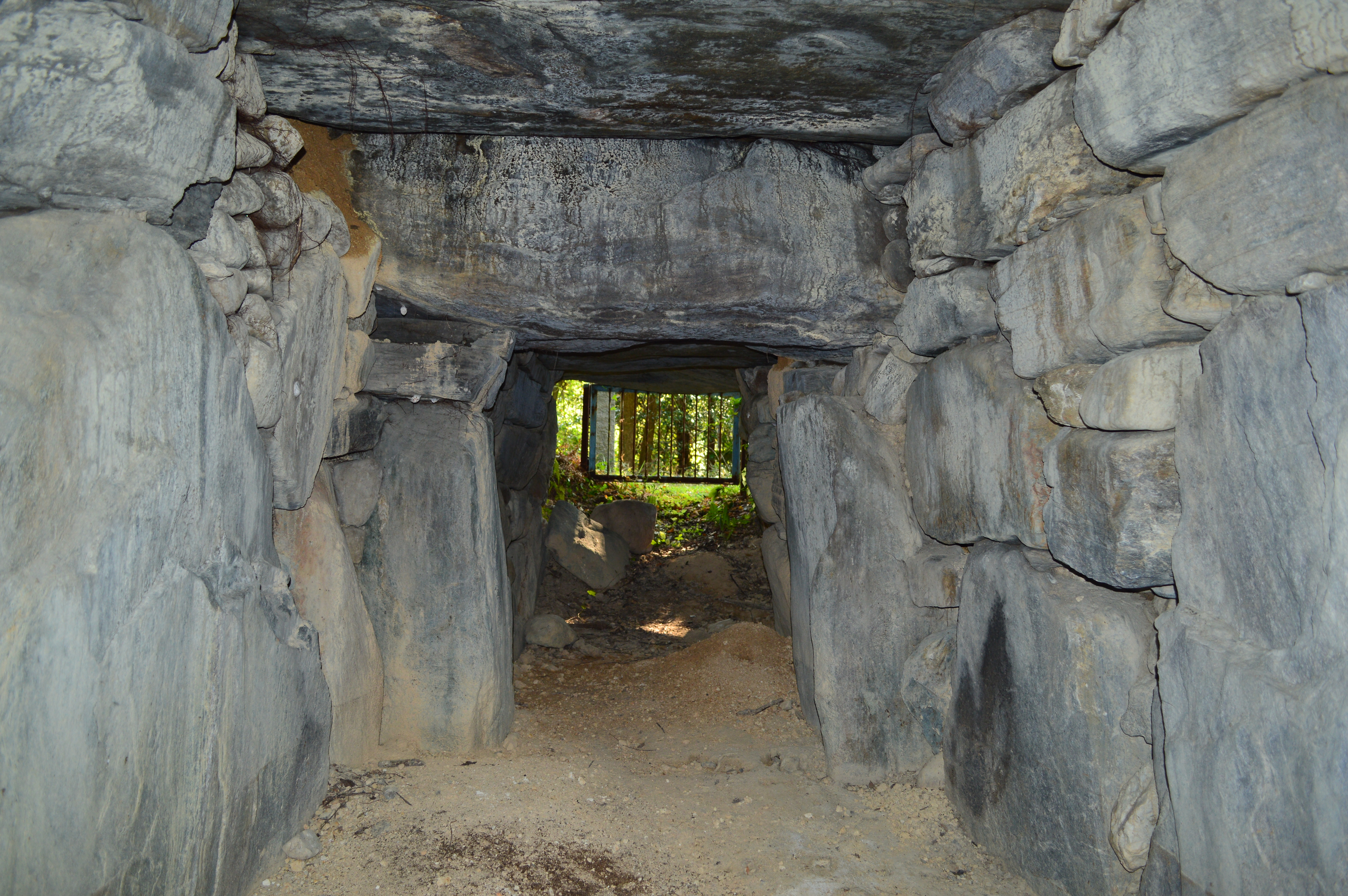
玄室（羨道方向）
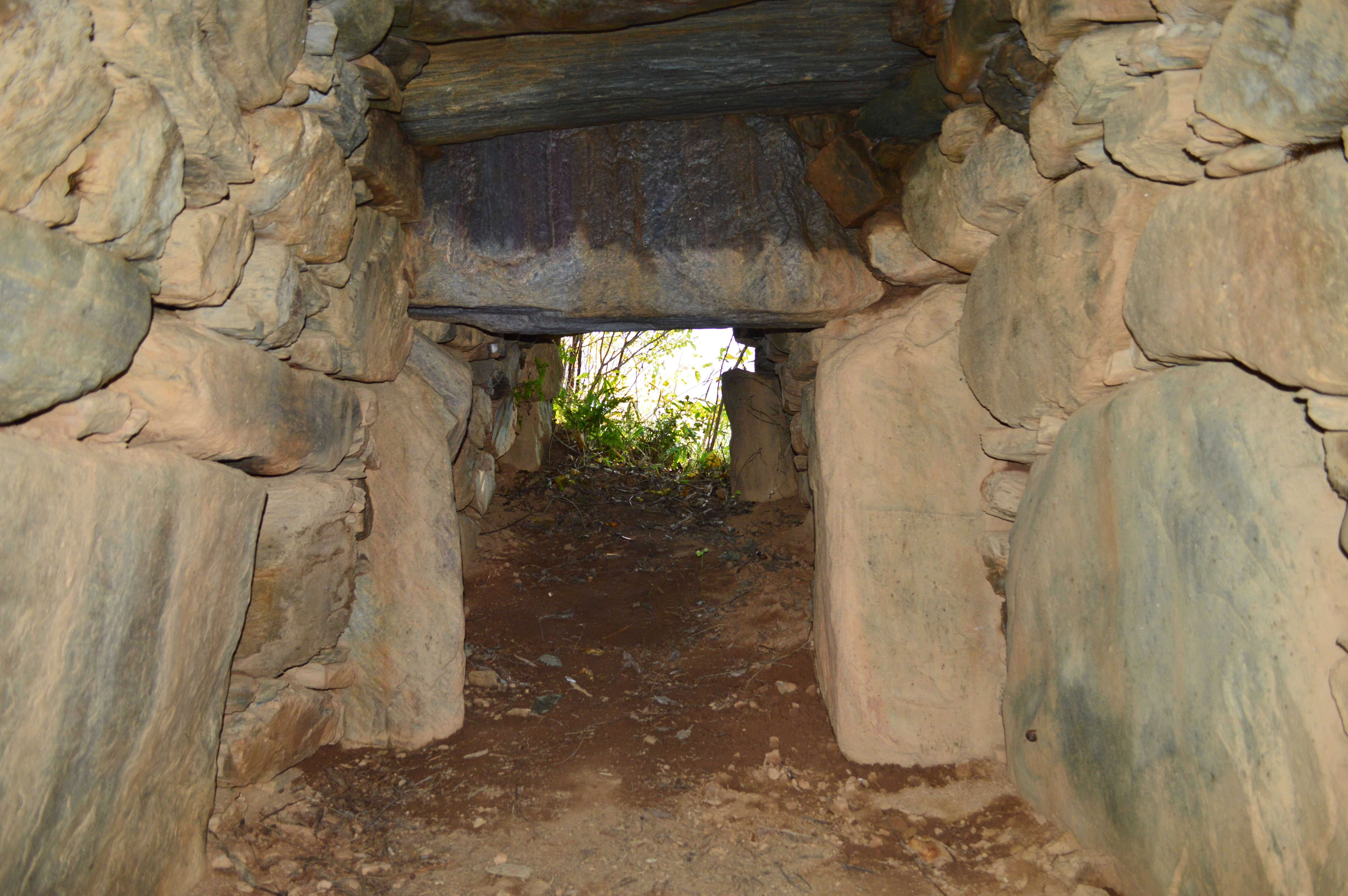
朝日山古墳玄室（参考画像）
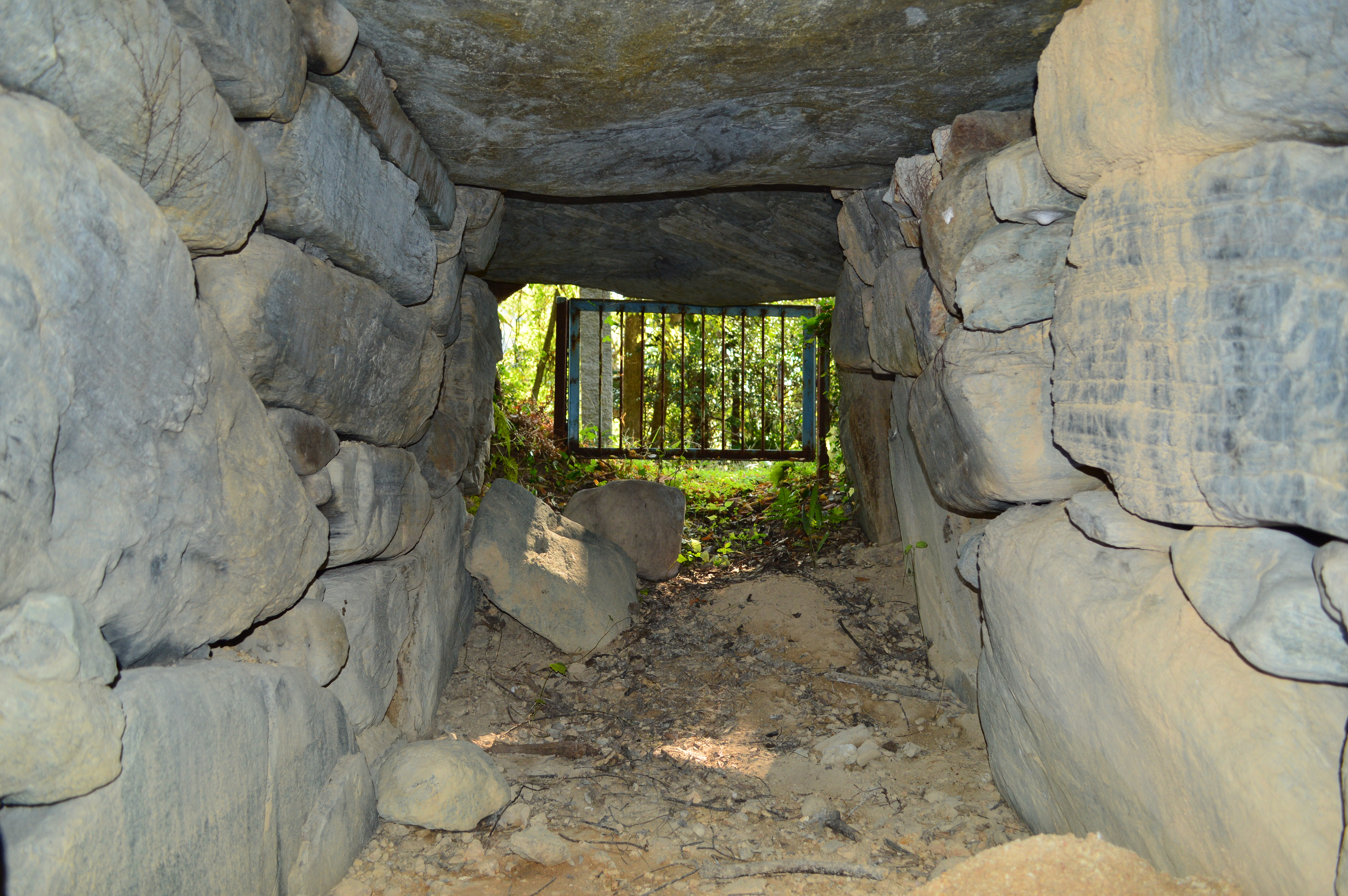
羨道（開口部方向）
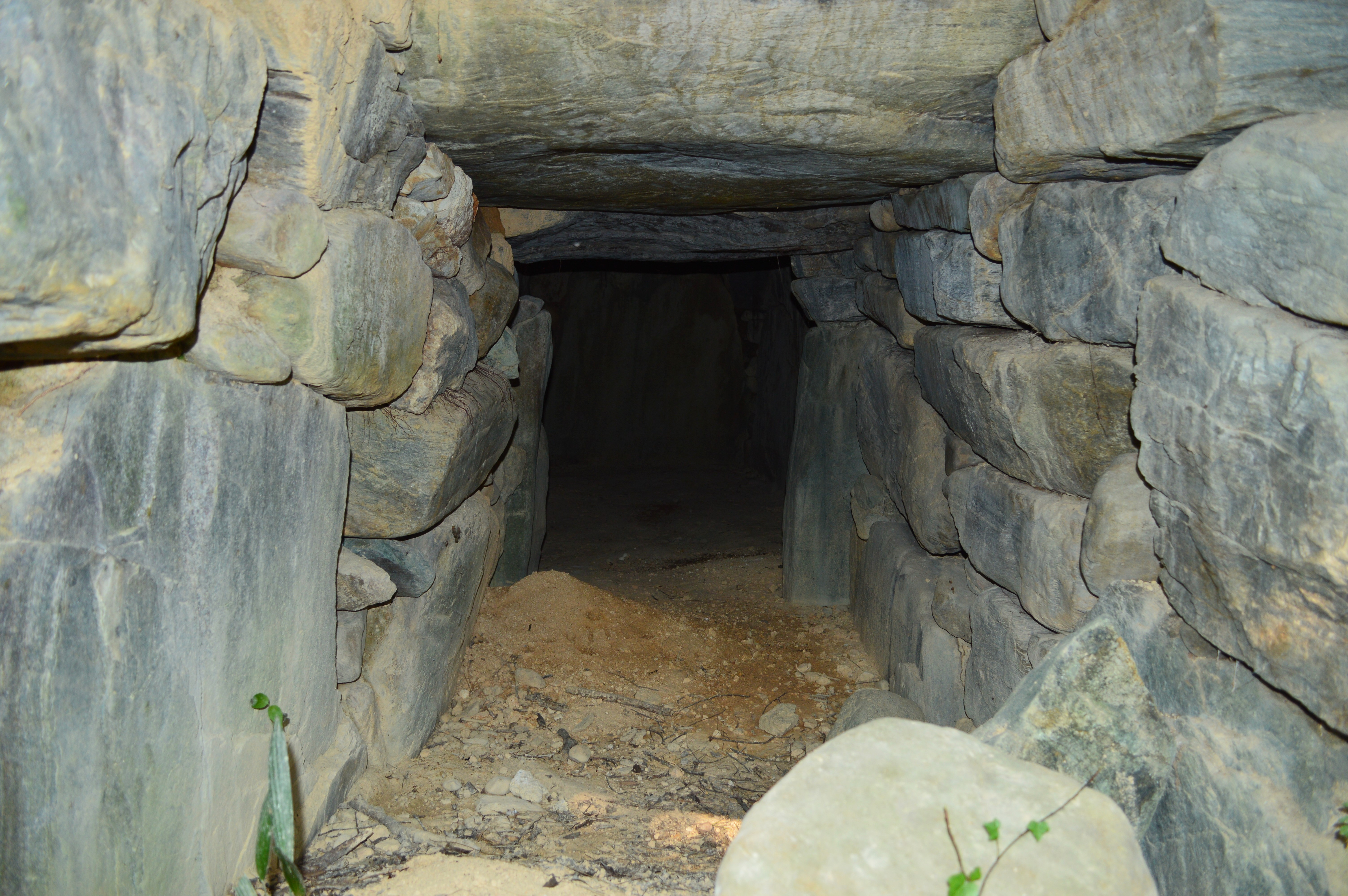
羨道（玄室方向）
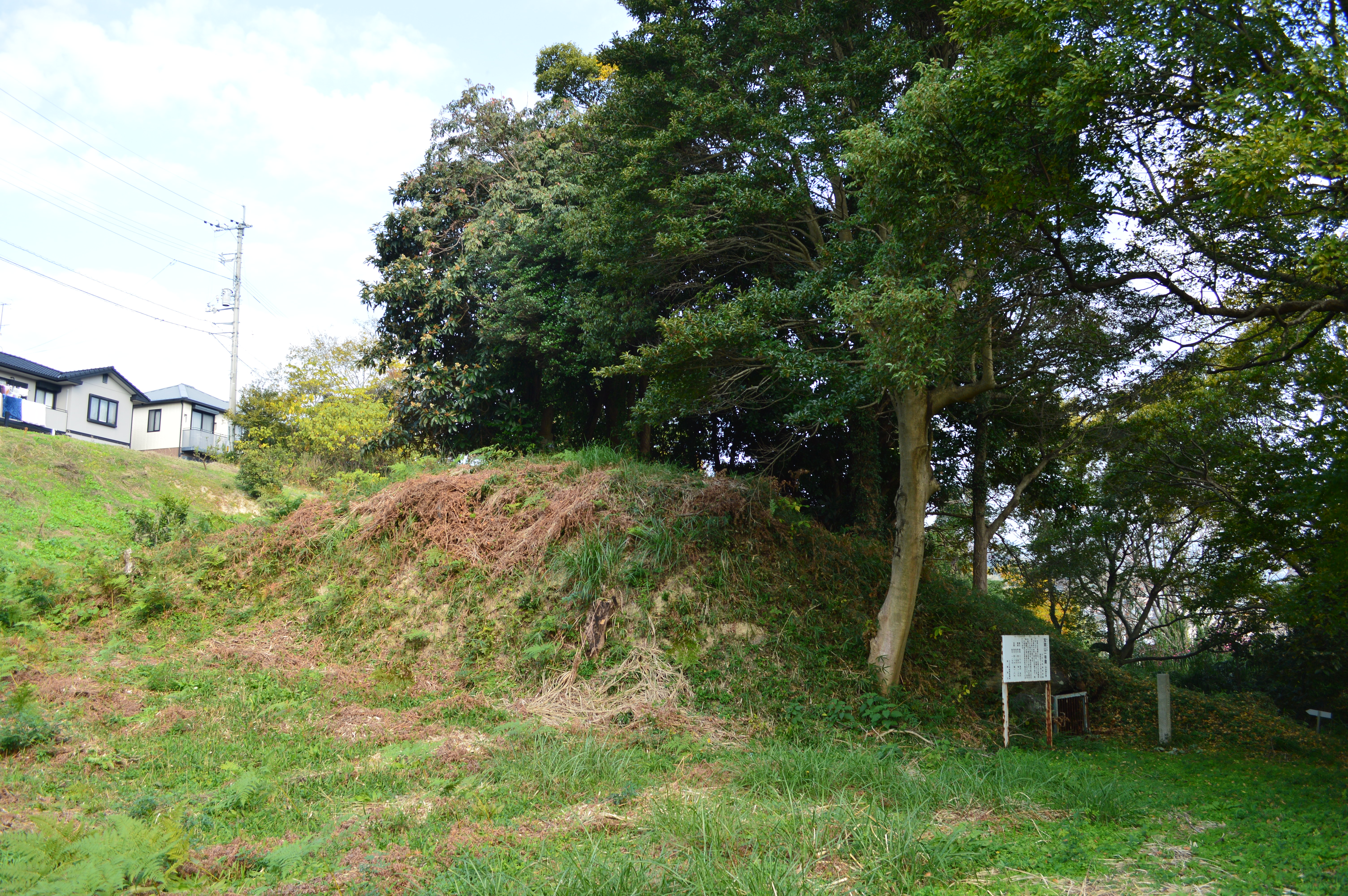
墳丘

## 文化財

### 四国中央市指定文化財
- 史跡
  - 宝洞山一号墳 - 1976年（昭和51年）8月28日指定[2]。